# Orlo Vista
Orlo Vista statisztikai település az Amerikai Egyesült Államok Florida államában, Orange megyében. Lakosainak száma 6806 fő (2020. április 1.).

## Népesség
A település népességének változása:

| 2010 | 6 123 |
| 2020 | 6 806 |